# Dream Evil
„Dream Evil“ (МФА: [driːm ˈiːvəl]) е четвърти студиен албум на американската хевиметъл група Dio, издаден на 21 юли 1987 г. Това е първият албум, в който участие взимат Крейг Голди (бивш член на Rough Cutt) и Клод Шнел. Това също така е последният албум на групата за 80-те и последният за барабаниста Вини Апис (през 1990 г., напуска, за да замести Саймън Райт в AC/DC).
Като сингъл от този албум е издадена „All The Fools Sailed Away“ / „Overlove“ и „I Could Have Been A Dreamer“.
Обложката на албума е направена от Стив Хюстън и прави впечатление с „размазаното“ лого на групата. Критиците бързат да отбележат, че обърнато, логото се чете „devil“ (дявол).
Шведската хевиметъл група Dream Evil взимат името си от този албум.

## Състав
- Рони Джеймс Дио – вокали
- Крейг Голди – китара
- Джими Бейн – бас
- Клод Шнел – клавиши
- Вини Апис – барабани

### Допълнителен персонал
- Mitchell Singing Boys – хор на „All The Fools Sailed Away“

## Песни
| Dream Evil | Dream Evil                  | Dream Evil | Dream Evil | Dream Evil | Dream Evil | Dream Evil | Dream Evil | Dream Evil | Dream Evil |
| №          | Име                         | Време      |            |            |            |            |            |            |            |
| ---------- | --------------------------- | ---------- | ---------- | ---------- | ---------- | ---------- | ---------- | ---------- | ---------- |
| 1.         | Night People                | 4:06       |            |            |            |            |            |            |            |
| 2.         | Dream Evil                  | 4:26       |            |            |            |            |            |            |            |
| 3.         | Sunset Superman             | 5:45       |            |            |            |            |            |            |            |
| 4.         | All the Fools Sailed Away   | 7:10       |            |            |            |            |            |            |            |
| 5.         | Naked in the Rain           | 5:09       |            |            |            |            |            |            |            |
| 6.         | Overlove                    | 3:49       |            |            |            |            |            |            |            |
| 7.         | I Could Have Been a Dreamer | 4:42       |            |            |            |            |            |            |            |
| 8.         | Faces in the Window         | 3:53       |            |            |            |            |            |            |            |
| 9.         | When a Woman Cries          | 4:43       |            |            |            |            |            |            |            |
| 43:20      |                             |            |            |            |            |            |            |            |            |

## Позиции в класациите

### Албум
| Година | Албум        | Позиция       | Позиция                              |
| ------ | ------------ | ------------- | ------------------------------------ |
| Година | Албум        | Billboard 200 | Великобританската класация за албуми |
| 1987   | „Dream Evil“ | #43           | #3                                   |

### Сингли
| Година | Песен                         | Позиция                    |
| ------ | ----------------------------- | -------------------------- |
| Година | Песен                         | САЩ Mainstream Rock Tracks |
| 1987   | „I Could Have Been a Dreamer“ | #33                        |

|  | Тази страница частично или изцяло представлява превод на страницата Dream Evil (album) в Уикипедия на английски. Оригиналният текст, както и този превод, са защитени от Лиценза „Криейтив Комънс – Признание – Споделяне на споделеното“, а за съдържание, създадено преди юни 2009 година – от Лиценза за свободна документация на ГНУ. Прегледайте историята на редакциите на оригиналната страница, както и на преводната страница, за да видите списъка на съавторите. ВАЖНО: Този шаблон се отнася единствено до авторските права върху съдържанието на статията. Добавянето му не отменя изискването да се посочват конкретни източници на твърденията, които да бъдат благонадеждни. |